# Florí d'Aruba
El florí d'Aruba (en neerlandès Arubaanse florin o, simplement, florin) és la moneda d'Aruba, territori d'ultramar del Regne dels Països Baixos. El codi ISO 4217 és AWG i normalment s'abreuja Afl. Se subdivideix en 100 cèntims o centen (en singular cent).
Es va introduir el 1986, en substitució del florí de les Antilles Neerlandeses en termes paritaris d'1 a 1.
Emès pel Banc Central d'Aruba (Centrale Bank van Aruba), en circulen monedes de 5, 10, 25 i 50 cèntims i d'1, 2½ i 5 florins, i bitllets de 10, 25, 50, 100 i 500 florins. Com a curiositat, cal destacar les monedes de 50 cèntims i 5 florins, quadrades amb els angles arrodonits.

## Taxes de canvi
- 1 EUR = 2,2085 AWG (21 d'abril del 2006)
- 1 USD = 1,7900 AWG (taxa fixa des del 1986)